# Festiwal Polskich Filmów Fabularnych
Festiwal Polskich Filmów Fabularnych (1974–2011, od 2017), organizowany też pod nazwami Gdynia Film Festival (2012) i Gdynia – Festiwal Filmowy (2013–2016) – polski festiwal filmowy, odbywający się co roku w Gdyni (w latach 1974–1986 w Gdańsku w Domu Technika NOT), podczas którego prezentowane są polskie filmy fabularne powstałe w ciągu roku od poprzedniego festiwalu. Główną nagrodą festiwalu są „Złote Lwy”.